# Sciotodale
Sciotodale és una concentració de població designada pel cens dels Estats Units a l'estat d'Ohio. Segons el cens del 2000 tenia 982 habitants.

## Demografia
Segons el cens del 2000, Sciotodale tenia 982 habitants, 378 habitatges, i 291 famílies. La densitat de població era de 192,5 habitants per km².
Dels 378 habitatges en un 32,3% hi vivien nens de menys de 18 anys, en un 61,4% hi vivien parelles casades, en un 11,9% dones solteres, i en un 23% no eren unitats familiars. En el 20,6% dels habitatges hi vivien persones soles el 9,3% de les quals corresponia a persones de 65 anys o més que vivien soles. El nombre mitjà de persones vivint en cada habitatge era de 2,6 i el nombre mitjà de persones que vivien en cada família era de 2,97.
Per edats la població es repartia de la següent manera: un 23,2% tenia menys de 18 anys, un 9% entre 18 i 24, un 28,4% entre 25 i 44, un 24,2% de 45 a 60 i un 15,2% 65 anys o més.
L'edat mediana era de 39 anys. Per cada 100 dones de 18 o més anys hi havia 89,9 homes.
La renda mediana per habitatge era de 35.865 $ i la renda mediana per família de 42.250 $. Els homes tenien una renda mediana de 36.979 $ mentre que les dones 21.181 $. La renda per capita de la població era de 20.469 $. Aproximadament el 19,6% de les famílies i el 24,2% de la població estaven per davall del llindar de pobresa.

## Poblacions més properes
El següent diagrama mostra les poblacions més properes.